# لورا فنتون
لورا فنتون (بالإنجليزية: Laura Fenton) هي لاعبة كرة الراح ‏ أمريكية، ولدت في 28 يونيو 1962.